# Simon Fraser University
La Simon Fraser University (SFU) è un'università pubblica canadese situata nella Columbia Britannica, con campus a Burnaby, Vancouver e Surrey.
Fondata nel 1965, ha più di 30000 studenti e circa 1000 membri di facoltà. È stata la prima università canadese ad entrare nella National Collegiate Athletic Association.